# Pteropus gilliardorum
Pteropus gilliardorum е вид бозайник от семейство Плодоядни прилепи (Pteropodidae).

## Разпространение
Видът е разпространен в Папуа Нова Гвинея.